# Falling (film, 2017)
Pour les articles homonymes, voir Falling.
Falling est un film dramatique psychologique ukrainien sorti en 2017 réalisé par Marina Stepanskaya. Le film était programme de la compétition principale du 52e Festival international du film de Karlovy Vary et au programme de la compétition nationale du 8e Festival international du film d'Odessa,.
En août 2017, le film a été sélectionné pour la nomination du film ukrainien à la 90e cérémonie des Oscars dans la catégorie du « Meilleur long métrage international ».

## Synopsis
Le film se déroule dans la Kiev moderne, où les principaux "non-héros" de 27 ans tentent de faire un choix difficile dans les conditions d'une "époque héroïque".
Anton, un prodige de la musique qui n'a pas su entreprendre ce qu'on attendait de lui, rentre au pays après deux ans d'études en Suisse et six mois de traitement pour dépendance à l'alcool dans un hôpital neuropsychiatrique près de Kiev. Son grand-père, un homme aux principes stricts, l'emmène au village, loin des charmes de la grande ville. Un jour, Anton rencontre Katya, qui, comme lui, tente de trouver son propre chemin dans la vie. Elle doit bientôt se rendre à Berlin avec son petit ami Johann, un photojournaliste allemand qu'elle a rencontré lors de la révolution. Cependant, sa rencontre avec Anton donne un nouvel élan à sa vie et a un impact profond sur tous les deux.